# Running for My Life
Running for My Life — тринадцатый студийный альбом американской певицы Джуди Коллинз, выпущенный в 1980 году на лейбле Elektra Records.

## Об альбоме
В этот раз продюсером альбома выступила сама Коллинз. Певица вернулась к традиционной народной музыке, которая представлена версией «Bright Morning Star». Певица также вернулась к авторам, с которыми работала ранее. Так, она перезаписала песню на фламандском языке «Marieke» Жака Бреля (первая версия вошла на альбом Whales & Nightingales 1970 года). Также певица обращается к каталогу Стивена Сондхайма, «Send In the Clowns» которого ранее принесла ей широкую известность; для этого альбома она записала песни «Green Finch and Linnet Bird» и «Pretty Women» из его бродвейского мюзикла «Суини Тодд» 1979 года. Заглавная песня «Running for My Life», «This Is the Day» и «Wedding Song» были написаны лично Коллинз.
В чарте Billboard Top LPs & Tape альбом добрался лишь до 142-го места.

## Отзывы критиков
Уильям Рульман, комментируя альбом для AllMusic, назвал пластинку разнообразной, хорошо сбалансированной и эффективно выполненной. Однако, он также заметил, что это не самый её лучший альбом, и что давние поклонники, вероятно, будут довольны, но новых альбом не привлечёт. Ноэль Коппэйдж из Stereo Review: «Хорошей новостью, по сравнению с её провальным последним альбомом, является то, что Джуди Коллинз поёт здесь (в основном) в тональности. Отчасти это может быть связано с тем, что она остается в верхней части своего диапазона, где большинству певиц легче взять тон и удерживать его. Плохая новость в том, что это довольно странный набор песен. Лучшая из них — ее свадебная песня, по-видимому, написанная для настоящей церемонии бракосочетания; она передает величественный церковный дух и демонстрирует опытную работу вокалистки, хора и довольно простых инструментов в нужном духе. Этого достаточно, чтобы напомнить вам, что старая запись Коллинз „Amazing Grace“ по-прежнему является лучшей доступной версией. Остальная часть этого альбома, однако, неудовлетворительна, по-видимому, из-за того, что она слишком старалась, с одной стороны, и недостаточно усердно — с другой».

## Список композиций
| №  | Название                      | Автор(ы)               | Длительность |
| -- | ----------------------------- | ---------------------- | ------------ |
| 1. | «Running for My Life»         | Джуди Коллинз          | 5:50         |
| 2. | «Bright Morning Star»         | народная               | 3:43         |
| 3. | «Green Finch and Linnet Bird» | Стивен Сондхайм        | 2:47         |
| 4. | «Marieke»                     | Жак Брель, Жерар Жуане | 3:23         |
| 5. | «Pretty Women»                | Стивен Сондхайм        | 2:54         |
| 6. | «Almost Free»                 | Хью Прествуд           | 3:03         |

| №  | Название                         | Автор(ы)                  | Длительность |
| -- | -------------------------------- | ------------------------- | ------------ |
| 1. | «I Could Really Show You Around» | Питер Аллен, Дин Питчфорд | 2:38         |
| 2. | «I’ve Done Enough Dyin’ Today»   | Ларри Готлин              | 4:15         |
| 3. | «Anyone Would Love You»          | Гарольд Роум              | 2:51         |
| 4. | «The Rainbow Connection»         | Кеннет Ашер, Пол Уильямс  | 3:52         |
| 5. | «This Is the Day»                | Джуди Коллинз             | 3:05         |
| 6. | «Wedding Song»                   | Джуди Коллинз             | 3:31         |

## Участники записи
- Джуди Коллинз — вокал, гитара, фортепиано

| Музыканты - Том Барни — бас - Лу Вольпе — гитара - Боб Крэншоу — бас - Уоррен Доуз — ударные - Боб Кристиансон — синтезатор - Томас Богоан — вокал - Стив Клейтон — вокал | Музыканты - Лесли Дорси — вокал - Чарльз Магрудер — вокал - Джун Магрудер — вокал - Хелен Майлз — вокал - Ленни Робертс — вокал - Дэвид Смит — вокал - Томас Текстер — вокал |

## Позиции в хит-парадах
| Хит-парад (1980)    | Высшая позиция |
| ------------------- | -------------- |
| США (Billboard 200) | 142            |